# Glendora (Kalifornia)
Glendora – miasto w Stanach Zjednoczonych, w stanie Kalifornia, w hrabstwie Los Angeles. W 2010 zamieszkiwało je 50 073 osób. Miasto leży na wysokości 236 metrów n.p.m. i zajmuje powierzchnię 50,655 km².
Prawa miejskie uzyskało 13 listopada 1911.